# Atlantic Heritage Cup 2019
La Atlantic Heritage Cup 2019 es la edición inicial de esa competición que se disputó en junio de 2019. Al principio contaría con la participación de cuatro equipos: Ellan Vannin, Cornualles, Parroquias de Jersey y el anfitrión Yorkshire. Sin embargo, Ellan Vannin y Cornualles se retiraron por razones no reveladas, siendo reemplazados por las Islas Chagos y reduciendo el torneo a un formato de 3 equipos.
El torneo servirá como calificación para la Copa Mundial de Fútbol de ConIFA de 2020.

## Participantes
| Equipos participantes | Equipos participantes | Equipos participantes | Equipos participantes |
| --------------------- | --------------------- | --------------------- | --------------------- |
| Yorkshire             | Parroquias de Jersey  | Islas Chagos          |                       |

## Clasificación
| Selección            | PJ | PG | PE | PP | GF | GC | Dif. | PTS |
| -------------------- | -- | -- | -- | -- | -- | -- | ---- | --- |
| Parroquias de Jersey | 2  | 1  | 0  | 1  | 9  | 3  | +6   | 3   |
| Yorkshire            | 1  | 1  | 0  | 0  | 1  | 0  | +1   | 3   |
| Islas Chagos         | 1  | 0  | 0  | 1  | 2  | 9  | −7   | 0   |

## Partidos
| 1 de junio de 2019 | Yorkshire        | 1-0 | Parroquias de Jersey | Ingfield Stadium, Ossett                             |                                                      |
| 15:00              | Litchfield 90+3' |     |                      | Asistencia: 521 espectadores Árbitro(s): Karl Parker | Asistencia: 521 espectadores Árbitro(s): Karl Parker |

| 2 de junio de 2019 | Parroquias de Jersey                                                    | 9-2 | Islas Chagos    | CNG Stadium, Harrogate  |                         |
| 15:00              | Lester 5', 26', 41' · Hinds 7', 71' · Harris 52', 61', 67' · Watson 89' |     | Leelah 19', 21' | Árbitro(s): Chris Akers | Árbitro(s): Chris Akers |

| 3 de mayo de 2020 | Islas Chagos | - | Yorkshire | Ingfield Stadium, Ossett |  |
| 15:00             |              |   |           |                          |  |

## Goleadores
| Jugador           | Selección            | Goles |
| ----------------- | -------------------- | ----- |
| Tom Harris        | Parroquias de Jersey | 3     |
| Kieran Lester     | Parroquias de Jersey | 3     |
| Steven Leelah     | Islas Chagos         | 2     |
| Karl Hinds        | Parroquias de Jersey | 2     |
| Luke Watson       | Parroquias de Jersey | 1     |
| Brodie Litchfield | Yorkshire            | 1     |

## Controversias
La decisión de ConIFA de organizar la Copa Mundial de 2020 en Somalilandia fue criticada por algunos, y James Scott, presidente de Parroquias de Jersey, le dijo al Jersey Evening Post que no aceptaría Somalilandia como anfitrión si su selección ganó la Atlantic Heritage Cup. Los comentarios se encontraron con una reacción violenta de ConIFA, que criticó los informes inexactos y defendió la decisión de organizar la Copa Mundial en Somalilandia.